# Thomaz Pompeu Sobrinho
Thomaz Pompeu de Souza Brasil Sobrinho (Fortaleza, 16 de novembro de 1880 – Rio de Janeiro, 09 de novembro de 1967), foi um engenheiro, escritor, intelectual e membro e presidente do Instituto do Ceará e da Academia Cearense de Letras.

## Biografia
Foram seus pais o Dr. Antônio Pompeu de Sousa Brasil e sua mulher, Ambrosina Pompeu de Souza Brasil, aquele filho do Senador Pompeu e esta do Coronel Antonio Luiz Alves Pequeno, do Crato.
Tomás Pompeu Sobrinho cursou os ensinos preparatórios em Fortaleza, no Liceu do Ceará. Formou-se engenheiro pela Escola de Minas de Ouro Preto. Em 16 de julho de 1903 foi nomeado Engenheiro Ajudante da Comissão do Açude de Quixadá, tendo sido sucessivamente promovido a Engenheiro de Primeira Classe, Engenheiro-chefe da Primeira Seção e Engenheiro-chefe do Primeiro Distrito da Inspetoria de Obras contra as Secas. Com o Agrônomo Alfredo Benna e outros fundou a “Escola Prática de Agricultura de Quixadá”.
Fundador e professor da Escola de Agronomia do Ceará, fundador e diretor do Instituto de Antropologia da Universidade Federal do Ceará, em 1958, que originou em 1961, a Faculdade de Filosofia, Ciências e Letras, agrupando diversos profissionais de formação variada, no campo das ciências humanas.
Membro da Academia Cearense de Ciências, e além de presidente do Conselho Estadual de Economia, presidiu também o Instituto do Ceará, de 1938 a 1967, tornando-se o seu Presidente Perpétuo. Fez construir em 1929, a Casa Tomás Sobrinho, uma edificação que lhe serviu de residência até o seu falecimento em novembro de 1967, e que hoje abriga a Escola de Artes e Ofícios Thomaz Pompeu Sobrinho. 

## Obras
- Açude Quixeramobim, Memória justificativa apresentada ao Ex.mo Sr. Inspetor das Obras Contra as Seccas. Vem publicado na “Revista do Instituto do Ceará”, ano de 1912
- Projecto do Açude “Riacho do Sangue” e Memória Justificativa (publicação official da Inspectoria de Obras Contra as Seccas, 1912)
- Projecto do Açude “Poço dos Paos” e Memória Justificativa (publicação official da Inspectoria de Obras Contra as Seccas)
- O Nosso Problema Econômico (série de artigos) 1914
- A Cultura Secca e o Ceará (série de artigos) 1914
- O Ensino Agrícola, 1914
- Meios de Desenvolver a Indústria Pastoril no Ceará, 1915
- A Secca (Série de artigos no “Correio do Ceará” em 1915)
- Florestamento e Reflorestamento, série de artigos na “Revista Commercial”, 1915
- Contribuição para o estudo das affinidades do Karirí: lingua falada outrora em quase todo o sertão do Ceará (1928)[17]
- História das sêcas: século XX (1953)[18]
- Pré-história Cearense (1955)[19]
- Manual de antropologia, Volume 1, Edição 1 (1961)[20]
- Sesmarias cearenses (distribuição geográfica) (1971)[21]

## Homenagens
- Uma escola em Fortaleza foi nomeada em homenagem ao escritor,[22]
- Recebeu a Medalha da Abolição, do Governo do Estado do Ceará,
- Recebeu em 2 de julho de 1965 a Medalha do Mérito Cultural da Universidade Federal do Ceará,[23]

## Línguas pesquisadas
Algumas línguas indígenas brasileiras pesquisadas por Pompeu são:
- Língua xocó
- Língua aticum
- Língua tuxá
- Língua pankararú
- Língua natú